# Nati nel 1951/Marzo
| Questa pagina contiene informazioni ricavate automaticamente dalle voci biografiche con l'ausilio del template Bio e di un bot. L'aggiornamento è periodico e automatico e ricostruisce completamente la pagina. Se manca una persona in questa lista, sei pregato di non aggiungerla, ma accertati piuttosto che la sua voce biografica contenga il template Bio e che i dati anagrafici siano correttamente compilati. Se il template Bio manca, inseriscilo tu stesso o, in alternativa, metti l'avviso {{tmp\|Bio}} che ne segnala la mancanza. Se i dati riportati sono sbagliati, correggi direttamente la voce biografica; le modifiche saranno visibili in questa lista entro pochi giorni. Per chiarimenti vedi il progetto biografie. La lista contiene solo le 239 persone che sono citate nell'enciclopedia e per le quali è stato implementato correttamente il template Bio. Pagina aggiornata al 18 ago 2025. |

- 1º marzo - Deb Fischer, politica statunitense
- 1º marzo - Birger Jensen, calciatore danese († 2023)
- 1º marzo - Jurij Lebedev, ex hockeista su ghiaccio sovietico
- 1º marzo - Antonio Muñoz, ex tennista spagnolo
- 1º marzo - Scott Ross, clavicembalista e organista statunitense († 1989)
- 1º marzo - Zdeněk Rygel, ex calciatore cecoslovacco
- 1º marzo - Elliott Sharp, compositore e polistrumentista statunitense
- 1º marzo - Kikuo Wada, lottatore giapponese († 2025)
- 2 marzo - Dean Barrow, politico beliziano
- 2 marzo - Sayed Abu al-Dahab, ex cestista egiziano
- 2 marzo - Adrian Parker, ex pentatleta britannico
- 2 marzo - Lucio Zappacosta, politico italiano
- 3 marzo - Trevor Anderson, allenatore di calcio e ex calciatore nordirlandese
- 3 marzo - Hartmuth Behrens, ex schermidore tedesco
- 3 marzo - Stephen Jay Berg, vescovo cattolico statunitense
- 3 marzo - Valerio Carrara, politico italiano († 2022)
- 3 marzo - Lindsay Cooper, fagottista, oboista e compositrice inglese († 2013)
- 3 marzo - Bob DiPiero, cantautore statunitense
- 3 marzo - Allan Hornyak, ex cestista statunitense
- 3 marzo - Ron Howard, ex giocatore di football americano statunitense
- 3 marzo - Mario Pasik, attore argentino
- 3 marzo - Ennio Pellegrini, allenatore di calcio e ex calciatore italiano
- 3 marzo - Teresa Petrangolini, attivista italiana
- 3 marzo - Bernd Schramm, attore, doppiatore e conduttore radiofonico tedesco († 2005)
- 3 marzo - Jürgen Schütze, pistard tedesco († 2000)
- 3 marzo - Ona Zee, ex attrice pornografica statunitense
- 4 marzo - Kenny Dalglish, ex calciatore, allenatore di calcio e dirigente sportivo scozzese
- 4 marzo - Pete Haycock, musicista e compositore britannico († 2013)
- 4 marzo - Rose Laurens, cantautrice francese († 2018)
- 4 marzo - Mike Quarry, pugile statunitense († 2006)
- 4 marzo - Chris Rea, cantante e chitarrista britannico
- 4 marzo - Marco Rotondi, saggista e psicologo italiano
- 4 marzo - Glenis Willmott, politica britannica
- 4 marzo - Zoran Žižić, politico montenegrino († 2013)
- 5 marzo - Giordano Chechi, politico italiano
- 5 marzo - Jurij Kravčenko, militare e politico ucraino († 2005)
- 5 marzo - Michael Gore, compositore statunitense
- 5 marzo - Francesco Marino Mannoia, mafioso e collaboratore di giustizia italiano
- 5 marzo - Altamont McKenzie, ex calciatore giamaicano
- 5 marzo - Ferhat Mehenni, cantante e politico berbero
- 5 marzo - Leslie Mottram, arbitro di calcio scozzese
- 5 marzo - Gleb Pavlovskij, politologo, giornalista e attivista russo († 2023)
- 5 marzo - Pinuccio Sinisi, attore e regista teatrale italiano
- 5 marzo - Ferdi Sabit Soyer, politico cipriota
- 6 marzo - Jeannot Ahoussou-Kouadio, politico ivoriano
- 6 marzo - Mike Boryla, ex giocatore di football americano statunitense
- 6 marzo - Wolfgang Hanisch, ex giavellottista tedesco
- 6 marzo - Gerrie Knetemann, ciclista su strada e pistard olandese († 2004)
- 6 marzo - Saverio Lodato, giornalista e saggista italiano
- 6 marzo - Bruna Lovisolo, mezzofondista italiana
- 6 marzo - Marnie Mosiman, attrice statunitense
- 6 marzo - Giovanni Quadri, ex calciatore italiano
- 6 marzo - Walter Trout, chitarrista e cantante statunitense
- 7 marzo - Félix Enríquez Alcalá, regista e produttore televisivo statunitense
- 7 marzo - Juan Javier Flores Arcas, religioso spagnolo
- 7 marzo - Éva Geiszhauer, ex cestista ungherese
- 7 marzo - Andrzej Gronowicz, ex canoista polacco
- 7 marzo - Ulla Henningsen, attrice e cantante danese
- 7 marzo - John James, ex tennista australiano
- 7 marzo - Juan Machuca, ex calciatore cileno
- 7 marzo - Paolo Pagliaro, giornalista e autore televisivo italiano
- 7 marzo - Barbara Polla, medico, gallerista e scrittrice svizzera
- 7 marzo - Rocco Prestia, bassista statunitense († 2020)
- 7 marzo - Nenad Stekić, lunghista jugoslavo († 2021)
- 7 marzo - Loren Wiseman, autore di giochi statunitense († 2017)
- 8 marzo - Patrizia Caporossi, storica italiana
- 8 marzo - Francesco Ciampoli, ex calciatore italiano
- 8 marzo - Anna Löwenstein, esperantista britannica
- 8 marzo - Alfredo Mazzotta, scultore italiano
- 8 marzo - Ren Zhiqiang, imprenditore cinese
- 9 marzo - Gary Anderson, progettista britannico
- 9 marzo - Norvell Austin, ex wrestler statunitense
- 9 marzo - Zakir Hussain, musicista indiano († 2024)
- 9 marzo - Maurizio Reti, doppiatore italiano
- 9 marzo - Gianni Risari, politico italiano
- 9 marzo - Ronnie Robinson, cestista statunitense († 2004)
- 9 marzo - Helen Zille, politica sudafricana
- 10 marzo - Marco Dolcetta, scrittore, storico e regista italiano († 2017)
- 10 marzo - Tony Carello, ex pilota automobilistico italiano
- 10 marzo - Craig Czury, poeta statunitense
- 10 marzo - Gloria Diaz, modella e attrice filippina
- 10 marzo - Brad Fiedel, compositore statunitense
- 10 marzo - Von Lmo, cantante, compositore e chitarrista statunitense
- 10 marzo - Jacques Rousseau, lunghista francese († 2024)
- 10 marzo - Piero Schiavo Campo, scrittore e blogger italiano
- 10 marzo - Robert Yeoman, direttore della fotografia e regista statunitense
- 11 marzo - Iraj Danaeifard, calciatore iraniano († 2018)
- 11 marzo - Steve David, ex calciatore trinidadiano
- 11 marzo - Dominique Sanda, attrice francese
- 11 marzo - Yvonne Waters, ex cestista australiana
- 11 marzo - Atet Wijono, ex tennista indonesiano
- 12 marzo - Rhonda Byrne, scrittrice australiana
- 12 marzo - Pietro D'Amico, magistrato italiano († 2013)
- 12 marzo - Pia Giancaro, attrice e ex modella italiana
- 12 marzo - Jack Green, musicista e cantautore britannico († 2024)
- 12 marzo - Pierre-Raymond Villemiane, ex ciclista su strada e ciclocrossista francese
- 13 marzo - Svetla Božkova, ex discobola bulgara
- 13 marzo - Izhar Cohen, cantante e attore israeliano
- 13 marzo - Giampaolo Galli, economista italiano
- 13 marzo - Luigi Ilardo, mafioso italiano († 1996)
- 13 marzo - Paola Montenero, attrice italiana († 2016)
- 13 marzo - Mario Santagostini, poeta e traduttore italiano
- 13 marzo - Carlo Vanzina, regista, produttore cinematografico e sceneggiatore italiano († 2018)
- 14 marzo - Season Hubley, attrice statunitense
- 14 marzo - Gianni Rinaldini, sindacalista italiano
- 14 marzo - Johan Sauwens, politico belga
- 14 marzo - Fernando Viola, calciatore italiano († 2001)
- 15 marzo - David Alton, insegnante e politico inglese
- 15 marzo - Arturo Bergamasco, ex rugbista a 15, allenatore di rugby a 15 e dirigente sportivo italiano
- 15 marzo - Annarita Buttafuoco, storica italiana († 1999)
- 15 marzo - Geert Meijer, allenatore di calcio e ex calciatore olandese
- 15 marzo - Luigi Morgano, politico italiano
- 15 marzo - Ennio Ponzi, rugbista a 15 italiano († 2023)
- 15 marzo - Alan Stephen Williams, vescovo cattolico britannico
- 16 marzo - Ray Benson, cantante e chitarrista statunitense
- 16 marzo - Abdelmajid Bourebbou, ex calciatore algerino
- 16 marzo - Oddvar Brå, ex fondista norvegese
- 16 marzo - Joe DeLamielleure, ex giocatore di football americano statunitense
- 16 marzo - P. C. Hodgell, scrittrice statunitense
- 16 marzo - Brooke Makler, schermidore statunitense († 2010)
- 16 marzo - Giacomo Perego, ex calciatore italiano
- 16 marzo - Teresa Strumiłło, ex cestista polacca
- 16 marzo - Hansjörg Vogel, vescovo cattolico svizzero
- 16 marzo - Elżbieta Wierniuk, tuffatrice polacca († 2017)
- 16 marzo - Khalid bin Bandar Al Sa'ud, principe, generale e politico saudita
- 17 marzo - Bill Atkinson, programmatore statunitense († 2025)
- 17 marzo - Scott Gorham, chitarrista e compositore statunitense
- 17 marzo - Benny Nielsen, ex calciatore danese
- 17 marzo - Sydne Rome, attrice e showgirl statunitense
- 17 marzo - Kurt Russell, attore statunitense
- 17 marzo - Giuseppe Torchio, politico italiano
- 18 marzo - Paul Barber, attore britannico
- 18 marzo - Bill Frisell, chitarrista e compositore statunitense
- 18 marzo - Giuseppe Romele, politico italiano
- 18 marzo - Giacomo Rossi, ex cestista italiano
- 19 marzo - Wiebe E. Bijker, ingegnere e filosofo olandese
- 19 marzo - Fabio Fatuzzo, politico italiano
- 19 marzo - Rainer Hollasch, ex calciatore tedesco
- 19 marzo - Christine Laser, ex multiplista tedesca
- 19 marzo - David Short, trombettista e compositore statunitense
- 20 marzo - Anand Amritraj, ex tennista indiano
- 20 marzo - Mohamed Ben Rehaiem, calciatore tunisino († 2020)
- 20 marzo - Carlo Ciattini, vescovo cattolico italiano
- 20 marzo - Derrek Dickey, cestista statunitense († 2002)
- 20 marzo - Tōji Kamata, filosofo giapponese († 2025)
- 20 marzo - Jean-Paul Marcheschi, scultore e pittore francese
- 20 marzo - Jimmie Vaughan, chitarrista, compositore e cantante statunitense
- 21 marzo - Luigi Falco, politico italiano († 2013)
- 21 marzo - Antonio La Palma, allenatore di calcio e ex calciatore italiano
- 21 marzo - Gerald Lee, ex cestista e allenatore di pallacanestro statunitense
- 21 marzo - Giovanni Ragone, sociologo italiano
- 21 marzo - Rudolf Schmid, slittinista austriaco († 2014)
- 21 marzo - Andrej Vladimirovič Tropillo, tecnico del suono, musicista e produttore discografico sovietico († 2024)
- 21 marzo - Siosa'ia Ma'ulupekotofa Tuita, diplomatico e politico tongano
- 22 marzo - Angiolino Gasparini, ex calciatore italiano
- 22 marzo - Anne Hurley, ex cestista canadese
- 22 marzo - Zalmay Khalilzad, diplomatico statunitense
- 22 marzo - Musa Chiramanovič Manarov, cosmonauta sovietico
- 22 marzo - Emanuela Marinelli, scrittrice italiana
- 22 marzo - Rod Millen, pilota di rally neozelandese
- 22 marzo - Sigrid Nunez, scrittrice statunitense
- 22 marzo - Einar Sagstuen, ex fondista norvegese
- 22 marzo - Richard Terrile, astronomo statunitense
- 23 marzo - Michel Aupetit, arcivescovo cattolico francese
- 23 marzo - Gianfranco Cianconi, pugile italiano († 2024)
- 23 marzo - Jill Barklem, scrittrice e illustratrice britannica († 2017)
- 23 marzo - Ron Jaworski, ex giocatore di football americano statunitense
- 23 marzo - Phil Keaggy, cantante e chitarrista statunitense
- 23 marzo - Bernd Landvoigt, ex canottiere tedesco
- 23 marzo - Jörg Landvoigt, ex canottiere tedesco
- 23 marzo - Julie Lynn Holmes, ex pattinatrice artistica su ghiaccio statunitense
- 23 marzo - Karen Young, cantante statunitense († 1991)
- 24 marzo - Eliana Bouchard, scrittrice italiana
- 24 marzo - Aurelia Bubisutti, politica italiana
- 24 marzo - Valerij Il'ič Chodemčuk, ingegnere sovietico († 1986)
- 24 marzo - Tommy Hilfiger, stilista statunitense
- 24 marzo - Lilija Jankova, ex cestista bulgara
- 24 marzo - Dušan Kéketi, ex calciatore cecoslovacco
- 24 marzo - Maria Licciardi, mafiosa italiana
- 24 marzo - Kenneth Reightler, ex astronauta statunitense
- 24 marzo - Caroline Series, matematica inglese
- 24 marzo - Dougie Thomson, bassista britannico
- 24 marzo - Earl Williams, ex cestista statunitense
- 24 marzo - Anna Włodarczyk, ex lunghista polacca
- 25 marzo - Franco Bonera, giornalista italiano
- 25 marzo - Luciano Ceri, cantautore, giornalista e conduttore radiofonico italiano
- 25 marzo - Filippo Misuraca, politico italiano
- 25 marzo - Alberto Preda, scrittore e regista italiano († 2007)
- 25 marzo - Jumbo Tsuruta, wrestler e lottatore giapponese († 2000)
- 25 marzo - Maizie Williams, cantante e modella britannica
- 26 marzo - Brian Bolland, fumettista, disegnatore e scrittore britannico
- 26 marzo - Greg Brough, nuotatore australiano († 2014)
- 26 marzo - Rosanna Fratello, cantante italiana
- 26 marzo - Duino Gorin, ex calciatore italiano
- 26 marzo - Kim Ho-kon, allenatore di calcio e ex calciatore sudcoreano
- 26 marzo - Birger Andersson, ex tennista svedese
- 26 marzo - Željko Pavličević, allenatore di pallacanestro e ex cestista croato
- 26 marzo - Jutta Höhne, ex schermitrice tedesca
- 26 marzo - Marco Predolin, conduttore televisivo e conduttore radiofonico italiano
- 26 marzo - Costică Ștefănescu, allenatore di calcio e calciatore romeno († 2013)
- 26 marzo - Carl Wieman, fisico statunitense
- 27 marzo - Diego Cammarata, politico italiano
- 27 marzo - Elisabeth Högström, giocatrice di curling svedese
- 27 marzo - Sanja Ilić, cantante, tastierista e compositore serbo († 2021)
- 27 marzo - Huan Khen Khoo, allenatore di calcio e ex calciatore malaysiano
- 27 marzo - Terrence Pegula, imprenditore e dirigente sportivo statunitense
- 27 marzo - Angelo Recchi, ex calciatore italiano
- 27 marzo - Chris Stewart, scrittore e batterista inglese
- 27 marzo - Marielle de Sarnez, politica francese († 2021)
- 28 marzo - Massimo Bonetti, attore italiano
- 28 marzo - Adel Ibrahim, ex cestista egiziano
- 28 marzo - Ettore Losini, musicista italiano
- 28 marzo - Matti Pellonpää, attore finlandese († 1995)
- 28 marzo - Chip Reese, giocatore di poker statunitense († 2007)
- 28 marzo - Roberto Tiraboschi, drammaturgo, sceneggiatore e scrittore italiano
- 29 marzo - Tormod Andreassen, giocatore di curling norvegese
- 29 marzo - Rick Fisher, ex tennista statunitense
- 29 marzo - Roger Myerson, economista statunitense
- 29 marzo - David E. Shaw, informatico statunitense
- 29 marzo - Bobby Smith, ex calciatore statunitense
- 29 marzo - Nick Út, fotografo vietnamita
- 30 marzo - Armando Ariostini, baritono italiano
- 30 marzo - Paolo Bessegato, attore e doppiatore italiano
- 30 marzo - Enrico Ghella, imprenditore italiano
- 30 marzo - John Gosden, allevatore britannico
- 30 marzo - Klaus-Jürgen Grünke, ex pistard tedesco
- 30 marzo - Ludwig Schuster, ex calciatore tedesco
- 30 marzo - Sergej Tereščenko, politico kazako († 2023)
- 30 marzo - Anton Tkáč, pistard cecoslovacco († 2022)
- 31 marzo - Des Bulpin, allenatore di calcio scozzese
- 31 marzo - Emilio Castelletti, mafioso italiano
- 31 marzo - Simon Dickie, canottiere neozelandese († 2017)
- 31 marzo - Stefan Hertmans, scrittore belga
- 31 marzo - Kim Min-ki, cantautore, compositore e drammaturgo sudcoreano († 2024)
- 31 marzo - Andrea Losco, politico italiano
- 31 marzo - Steven Rales, imprenditore statunitense
- 31 marzo - Karl-Hans Riehm, ex martellista tedesco
- 31 marzo - Lenna Sjööblom, ex modella svedese
- 31 marzo - Nikki Franke, ex schermitrice statunitense